# コテリニチI駅
コテリニチI駅（ロシア語：Станция Котельнич I）はロシア連邦キーロフ州コテリニチにある、ロシア鉄道の駅。シベリア鉄道本線上の駅で、長距離列車やエレクトリーチカ（近郊列車）が停車する。シベリア鉄道のモスクワ方面は当駅からウラジーミル経由とヤロスラヴリ経由に分岐する。

## 沿革
コテリニチを通る鉄道は、1905年にヴャトカ川に架かる橋の建設が完了したときに敷設され、その時に木造のコテリニチ駅が開業した。その後100年前はど使用されたため老朽化が酷くなり、新駅舎を建てる必要があった。2代目駅舎の建設計画は1990年代初頭に始まったが、実際の建設は長い間凍結されたままであった。2005年に赤レンガの新駅舎の併用が開始された。
今後、ヤランスク方面への路線が当駅に接続する予定。

## 駅構造
島式ホーム2面4線に単式ホーム1面1線が隣接する形の合計3面5線の地上駅。ホームは全て低床式。互いのホームは線路上を直接渡って行き来することができる。ホーム西側に操車場がある。
駅舎は単式ホームに隣接している。

## 隣の駅
ロシア鉄道
シベリア鉄道
1・2列車（ロシア号）
スヴェーチャ駅 - コテリニチI駅 - キーロフ駅
11・１２列車、31・32列車、67・68列車、69・70列車、91・92列車、255・256列車
シャフーニャ駅 - コテリニチI駅 - キーロフ駅
73・74列車
シャバリノ駅 - コテリニチI駅 - キーロフ駅
145・146列車、309・310列車
ブリェポロム駅 - コテリニチI駅 - キーロフ駅
エレクトリーチカ（イェジハ-キーロフ間）
コテリニチII駅 - コテリニチI駅 - ビェラヤ駅
エレクトリーチカ（シャバリノ-キーロフ間）
862km駅 - コテリニチI駅 - ビェラヤ駅